# Ràdio SER Principat d'Andorra
Ràdio SER Principat d’Andorra és una emissora de ràdio que opera com a delegació de la Cadena SER (Grup PRISA) dins del territori andorrà. La programació local inclou diversos espais propis, centrats sobretot en l’actualitat informativa d’Andorra i el Pirineu. També emet el programa Amb veu de dona, que ofereix “entrevistes íntimes i personals a dones rellevants en la història recent d'Andorra des d’una perspectiva de gènere”.
Ràdio SER Principat d’Andorra va començar a emetre el 28 de febrer del 2003. L'emissora pretenia donar servei a persones que, fora d’Andorra, eren o havien estat oients habituals de la Cadena SER. El seu impulsor va ser Enric Cassany Rossell, que recollia així la voluntat del seu pare, Ramon Cassany Rogé.
Des de l’any 2007, l’emissora és dirigida per Marisol Fuentes.
La ràdio és propietat de la societat Unió Ràdio del Pirineu, SA, que és titular de cinc llicències més i explota les freqüències de Los 40 Andorra, SER Catalunya Andorra, Dial Andorra i Los40 Classic Andorra. Aquestes emissores ofereixen la programació espanyola amb desconnexions locals per a publicitat.